# Cees van de Sanden
Cees van de Sanden (Tilburg, 11 december 1962) is een Nederlands advocaat en politicus namens de VVD.

## Biografie
Van de Sanden groeide op in Tilburg, Noord-Brabant. Zijn vader werkte in een textielfabriek en in zijn familie was het gebruikelijk dat kinderen op 14- of 15-jarige leeftijd de fabriek ingingen, een traditie die al generaties lang werd gevolgd. Hijzelf doorbrak deze traditie. Hij ging naar het Cobbenhagen College en behaalde daar zijn VWO-diploma. Tussen 2001 en 2006 studeerde hij aan de Universiteit van Tilburg en behaalde op 39-jarige leeftijd zijn graad in Nederlands recht.

## Loopbaan
In 1982 begon Van de Sanden zijn loopbaan bij Randstad. Tien jaar later, in 1992, richtte hij Van de Sanden Adviesgroep op, een onderneming in de uitzendbranche. Tijdens zijn studie werkte hij gedurende twee jaar als adviseur bestuursrecht bij de provincie Zuid-Holland. 
In 2007 werd hij toegelaten tot de advocatuur en specialiseerde hij zich in het bestuursrecht. Hij voltooide de driejarige Beroepsopleiding Advocatuur als advocaat-stagiaire bij NautaDutilh en Loyens & Loeff en werkte daarna bij advocatenkantoor AKD. In 2012 startte hij zijn eigen praktijk, Van de Sanden Advocatuur en Mediation.
In november 2016 vormde hij samen met strafrechtadvocate Heleen Peters het kantoor Van de Sanden & Peters Advocaten in Utrecht. In september 2022 beëindigde Van de Sanden deze samenwerking en richtte hij, samen met advocaat Jesler Hartman Kok, een nieuw kantoor op: SandenHartman. Deze samenwerking was echter van korte duur, en in 2024 besloot Van de Sanden alleen verder te gaan onder de naam Legolas Law.

### Bodegraven-Reeuwijk
In 2021 kwam Van de Sanden in het nieuws door zijn werk als advocaat voor de gemeente Bodegraven-Reeuwijk, na de verspreiding van complottheorieën over satanisch ritueel misbruik die onrust veroorzaakten. De promotors van deze theorieën werden via een civiele procedure gedwongen hun berichten van sociale media te verwijderen en schadevergoeding te betalen. Een andere zaak tegen Twitter om meer berichten te verwijderen, werd echter door de gemeente verloren. In mei 2022 oordeelde de rechtbank dat de complotdenkers gezamenlijk €215.000 aan schadevergoeding moesten betalen aan de gemeente. Echter, in mei 2023 werd deze beslissing in hoger beroep herzien, waarbij de schadeclaim werd afgewezen. Eén van de complotdenkers werd veroordeeld voor het uiten van ernstige bedreigingen tegen zowel advocaat Cees van de Sanden als Jaap van Dissel, de directeur van het RIVM. In zijn online uitlatingen beschuldigde hij beide mannen van betrokkenheid bij een vermeend satanisch pedonetwerk en stelde hij dat zij geëxecuteerd zouden moeten worden door een militair tribunaal.

## Politiek
Cees van de Sanden werd in 2021 politiek actief voor de VVD in zijn thuisprovincie Noord-Brabant, waar hij meeschreef aan het provinciale verkiezingsprogramma van 2023. Bij de  Eerste Kamerverkiezingen 2023 stond hij op de twaalfde plaats van de  kandidatenlijst van de VVD. Hoewel hij niet direct werd verkozen, werd hij op 27 juni 2023 tijdelijk beëdigd als senator, ter vervanging van Paulien Geerdink, die met ziekteverlof was. Na haar terugkeer op 12 oktober 2023 eindigde zijn tijdelijke termijn. Op 24 september 2024 werd Van de Sanden opnieuw beëdigd als vast lid van de Eerste Kamer, dit keer ter vervanging van Caspar van den Berg.
Van de Sanden is actief in verschillende commissies, waaronder Digitalisering, Economische Zaken / Klimaatbeleid en Groene Groei, Europese Zaken, Binnenlandse Zaken, Justitie en Veiligheid, en Volksgezondheid, Welzijn en Sport.
In juni 2025 kwam Van de Sanden in opspraak omdat hij als advocaat optrad voor de Nederlandse dochter van het Russische oliebedrijf Lukoil, terwijl hij in de Eerste Kamer stemde over kwesties die het bedrijf konden raken. Integriteitsexperts uitten kritiek op het gebrek aan transparantie en wezen op mogelijke belangenverstrengeling en veiligheidsrisico’s, mede gezien de banden tussen Lukoil en het Kremlin.

## Privé
Van de Sanden is getrouwd en heeft twee kinderen. Hij woont in 's-Hertogenbosch, Noord-Brabant
Pim van Ballekom · Jan Anthonie Bruijn · Marian Kaljouw · Tanja Klip-Martin · Marjolein van der Linden · Henk Jan Meijer · Koen Petersen · Cees van de Sanden · Karin Straus · Rian Vogels
- Parlement.com: vm08g1zn7syh